# Бортовое радиоэлектронное оборудование
Бортовое радиоэлектронное оборудование летательных аппаратов (БРЭО, или РЭО) — категория бортового оборудования воздушного судна, при своей работе использующая энергию радиоволн. В общем смысле — это все штатные бортовые радиопередающие и радиоприёмные устройства (радиоэлектронное оборудование).
РЭО — одна из четырёх основных специальностей инженерно-технического состава военной авиации, наряду с СД (самолёт и двигатель), АО (авиационное оборудование), АВ (авиационное вооружение).
В гражданской (коммерческой) авиации СССР/РФ специальности АО и РЭО объединены в одну — АиРЭО.
Как правило, в состав РЭО включают
радиосредства связи (РСО),
средства радионавигации (РНО),
радиолокационное оборудование (РЛО),
средства радиоэлектронного подавления (РЭП или РЭБ),
аппаратуру наведения, целеуказания и прицеливания,
а также другие радиотехнические системы (более подробно см. ниже).

## Состав
В состав радиоэлектронного оборудования летательного аппарата входят (ст. №371 НИАО-90):
- комплексы и системы радиосвязи;
- радиотехнические системы навигации, самолетовождения и посадки;
- радиоэлектронные системы бомбометания и десантирования;
- радиоэлектронные системы управления, наведения и целеуказания;
- радиоэлектронные комплексы и системы поиска и обнаружения воздушных целей и подводных лодок, прицеливания и управления авиационным вооружением;
- системы радиолокационного опознавания и активного ответа;
- комплексы и системы радиоэлектронной разведки;
- электронные средства радиационной разведки;
- комплексы и системы радиоэлектронной борьбы;
- электронные вычислительные средства радиоэлектронного оборудования;
- радиоаппаратура поисково-спасательных систем

Полный перечень БРЭО ВС приведен в приложении № 49 к ФАП ИАО.

## Особенности конструкции

Радиоприёмник УС (УС-1)

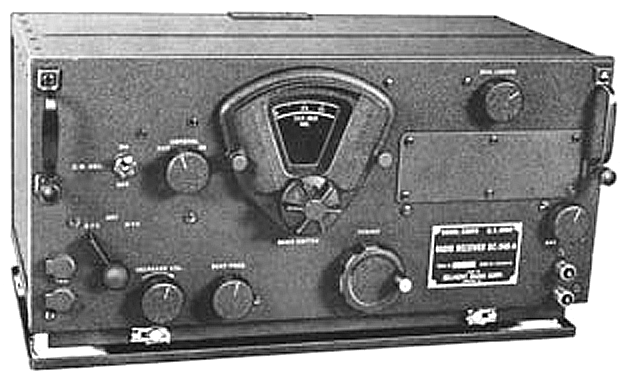
Американский бортовой авиационный радиоприёмник BC-348, в СССР производился под наименованием УС-9

К электронному бортовому оборудованию ЛА предъявляются противоречивые требования высоких технических характеристик при минимальном весе и габаритах, высокой эксплуатационной надёжности в условиях значительных перепадов давления, температуры, знакопеременных ускорений и вибраций, электромагнитной совместимости с другими электронными системами на борту. БРЭО характеризует высокая техническая сложность, плотная компоновка монтажа и как результат — большая стоимость.

## История
Историческими первыми радиоэлектронными аппаратами, которые в современном понятии относятся к РЭО, на самолётах появились радиоприемники для односторонней связи с аэродромом. Вскоре эти радиоприёмники также стали использоваться и для радионавигации: пеленгования радиоизлучающих объектов  с известными координатами, чаще всего это были мощные широковещательные радиостанции. Так на серийном самолёте-бомбардировщике ТБ-1 (1929 год) уже штатно применялась коротковолновая телефонно-телеграфная станция с функцией радиопеленгатора-радиокомпаса. Первым отечественным самолётом-истребителем с радио на борту стал И-16, на котором предусматривалась установка радиоприёмника, а в дальнейшем и комплекта коротковолновой радиостанции РСИ-3.

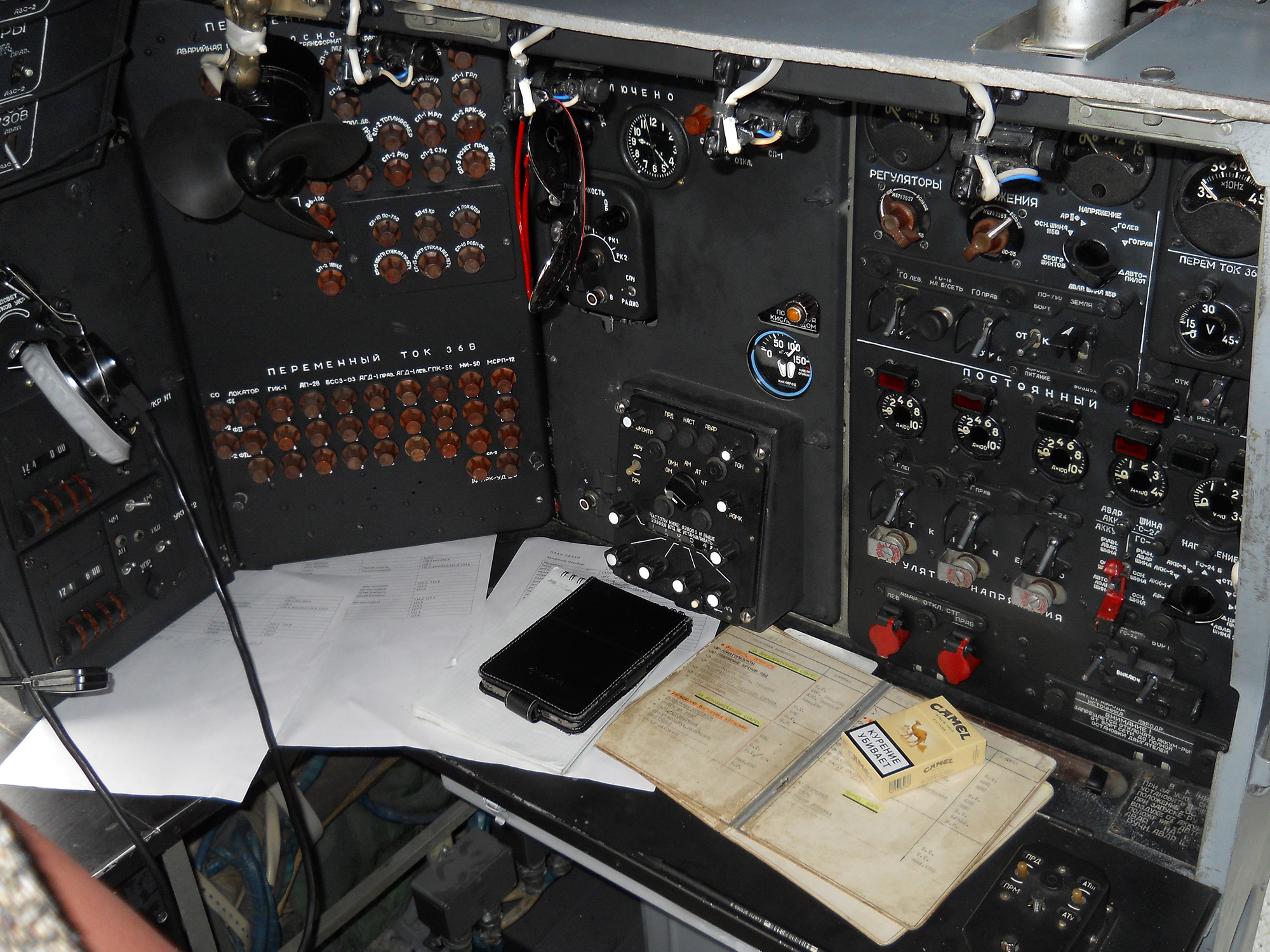
Рабочее место бортрадиста с-та Ан-26

В те годы всё приборное, электрическое и радиооборудование самолётов именовалось спецоборудованием. В результате проводившихся накануне второй мировой войны реформ в 1938 году в ВВС Красной Армии была создана инженерная авиационная служба (ИАС) по спецоборудованию.
В связи с усложнением радиооборудования в состав экипажей самолётов тогда же стали вводить бортовых радистов.
Если в годы ВОВ радиооборудование самолётов было представлено в основном двумя системами — это связные радиостанции и радиокомпасы, то в следующее десятилетие получили развитие такие технически сложные изделия, как радиолокационные прицелы, радиовысотомеры и радиодальномеры, системы слепой посадки и самолётовождения, системы опознавания государственной принадлежности и мн. др. Это потребовало в 50-х 20-го века годах официального разделения специальности «Спецоборудование» на «Радиоэлектронное оборудование» (РЭО) и «Авиационное оборудование» (АО), и создания соответствующих структур в частях и подразделениях ВВС. Данная система продолжает сохраняться и в современной структуре военной авиации. В связи с тем, что на пассажирских воздушных судах бортовое оборудование несравненно проще по составу и количеству, по сравнению с летательными аппаратами военного назначения, в гражданской авиации разделения на отдельные службы по АО и РЭО не произошло. В системе «Аэрофлота», а затем и в коммерческих авиакомпаниях РФ весь инженерно-технический персонал работает по двум основным специальностям — это «Самолёт и Двигатель» (С и Д) и «Авиационное и Радиоэлектронное оборудование» (А и РЭО), что в принципе соответствует термину «Авионика».

## Индексация БРЭО
Управление вооружения ВВС (УВ ВВС) имеет свою индексацию для обозначения бортового радиоэлектронного оборудования летательных аппаратов (см. ст: Индекс ГРАУ). Индекс включает первую букву русского алфавита, которая обозначает общее назначение устройства, и через дефис трёхзначный цифровой код конкретного устройства. После трёхзначного цифрового кода может стоять буква, обозначающая модификацию устройства. В случае, если изделие сложное и состоит из нескольких законченных устройств, то этим устройствам могут присваиваться собственные индексы по аналогичной системе, в которые после основного буквенно-цифрового кода через дефис добавляется цифровой код конкретного устройства. Для некоторых изделий могут использоваться коды, отличающиеся от данной системы.
- А — бортовые радионавигационные устройства
- Е — наземные радионавигационные системы для авиации
- Л — бортовые средства РЭБ (в том числе относящиеся к системам вооружения)
- М — электронная аппаратура разведки
- Н — бортовые РЛС
- Ц — бортовые цифровые вычислители и БЦВМ (в том числе относящиеся к системам АВ или АО)

Примеры:
- А-069 — радиовысотомер «Рябина» противокорабельной тактической ракеты воздушного старта Х-31А
- А-220 — самолётный автоматический радиокомпас АРК-25
- А-324 — бортовая радиосистема ближней навигации «Клистрон»
  - А-324-002 — процессор сигналов аппаратуры А-324
  - А-324-041 — блок сопряжения аппаратуры А-324
- А-812 — БРЛС «Контур-10»
  - А-812-0102 — антенный блок РЛС А-812 «Контур-10»
- Е-327 — выносной индикатор кругового обзора ВИКО-3 для РСБН-4Н
- Е-533 — радиолокационная система посадки РСП-6М
- Е-711 — мобильная радионавигационная станция дальнего действия РСДН-10
- Л-006 — бортовая станция предупреждения об облучении СПО-15 «Береза»
- Л-086 — самолётная станция радиотехнической разведки и целеуказания «Вьюга-17» для противорадиолокационных ракет типа Х-25МП, Х-27ПС
- М-321 — бортовая станция общей радиотехнической разведки СРС-14 «Тангаж» для самолёта-разведчика Су-24МР
- Н-001ВП — бортовая радиолокационная станция «Панда» для некоторых модификаций самолёта Су-27
- Ц-018 — бортовая цифровая вычислительная машина управляющей вычислительной системы А-821 ПНПК «Купол» самолёта Ан-124
- Ц-100 — универсальная бортовая вычислительная машина (МиГ-29, Су-27 и некоторых других ЛА)
- Ц-501Ф — перепрограммируемый сигнальный процессор БРЛС «Копье-М»

## Галерея

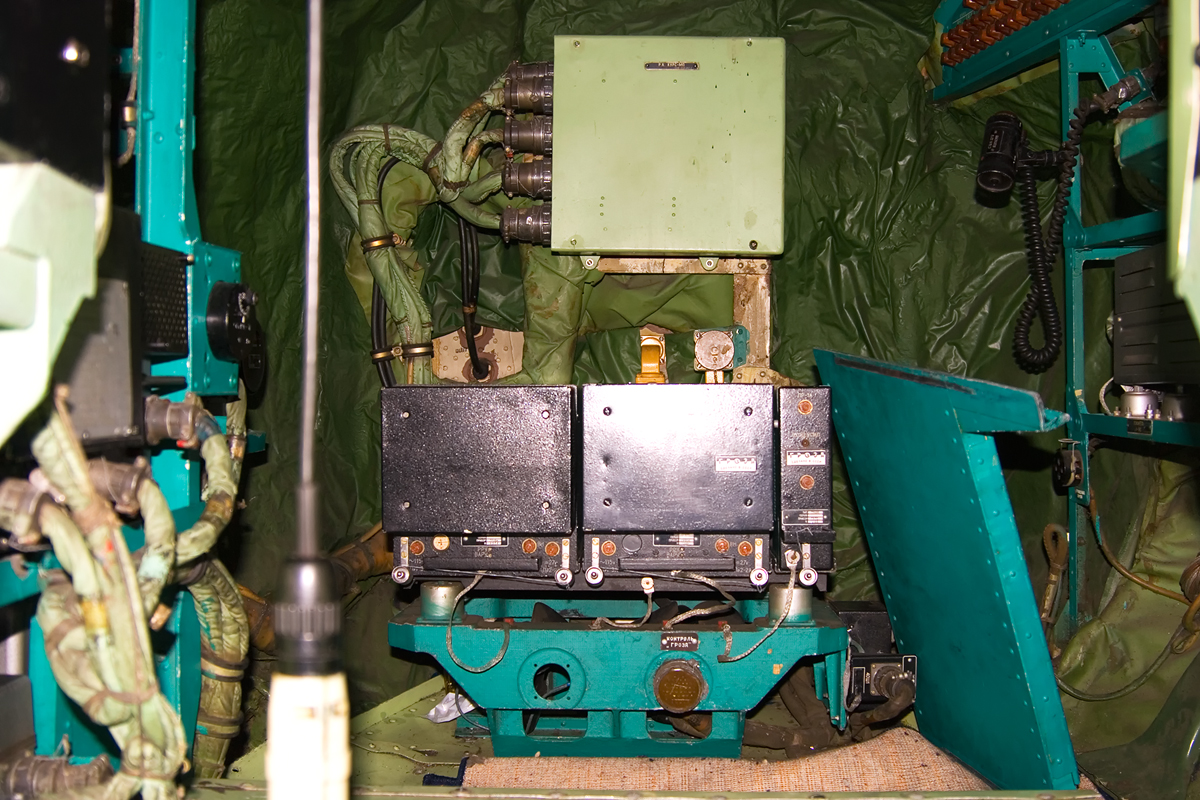
Блоки метеонавигационной бортовой РЛС «Гроза−134»
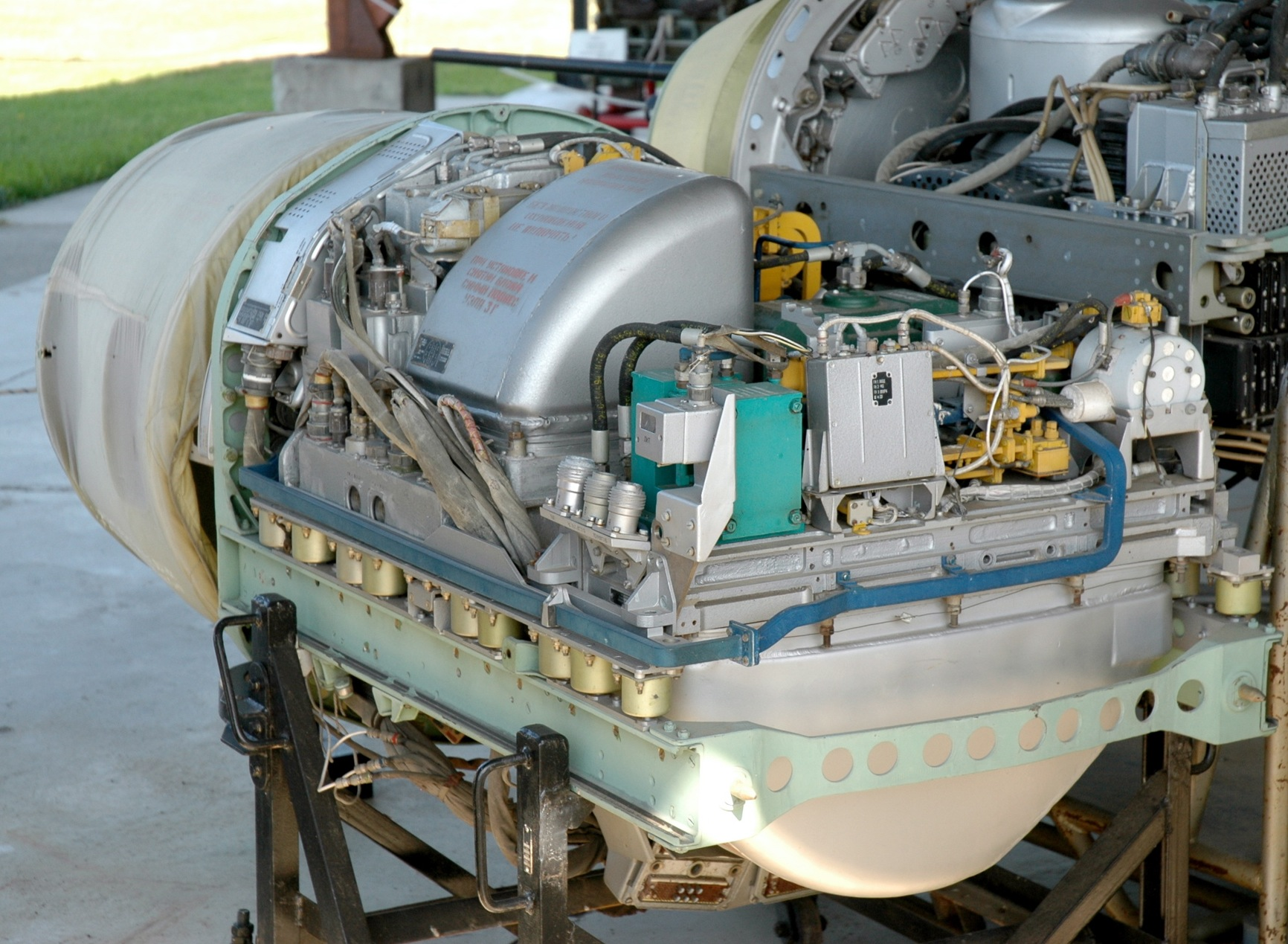
Бортовая радиолокационная станция «Сапфир-23» истребителя МиГ-23
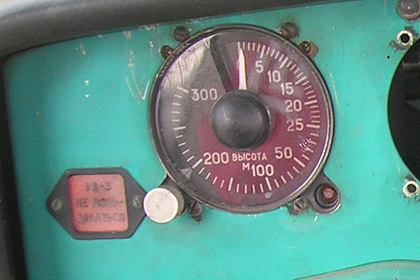
Индикатор радиовысотомера РВ-3 на приборной доске вертолёта
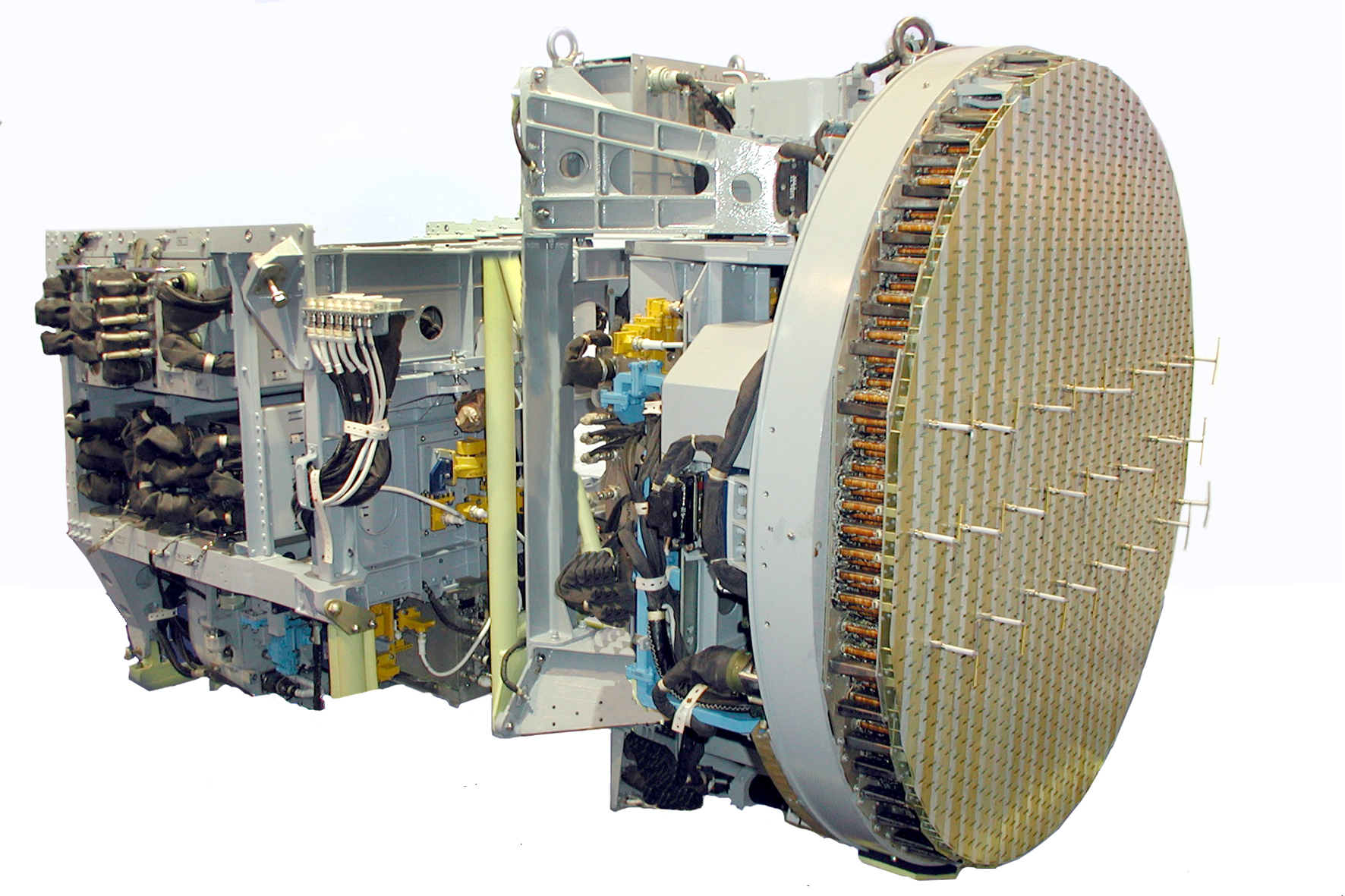
Бортовая радиолокационная станция «Н011 Барс» самолёта Су-30
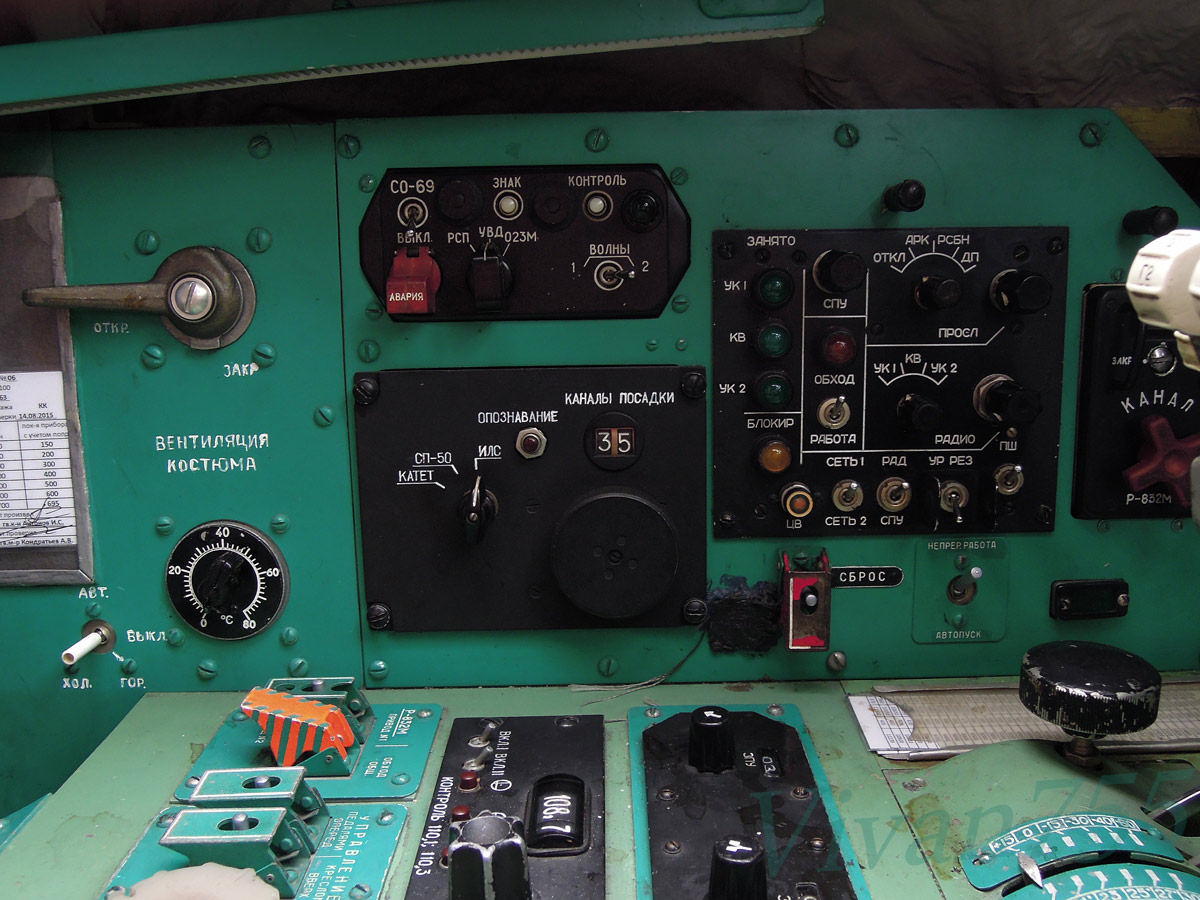
Абонентский аппарат самолётного переговорного устройства (справа) на рабочем месте командира корабля с-т Ту-95МС, Ту-142МК
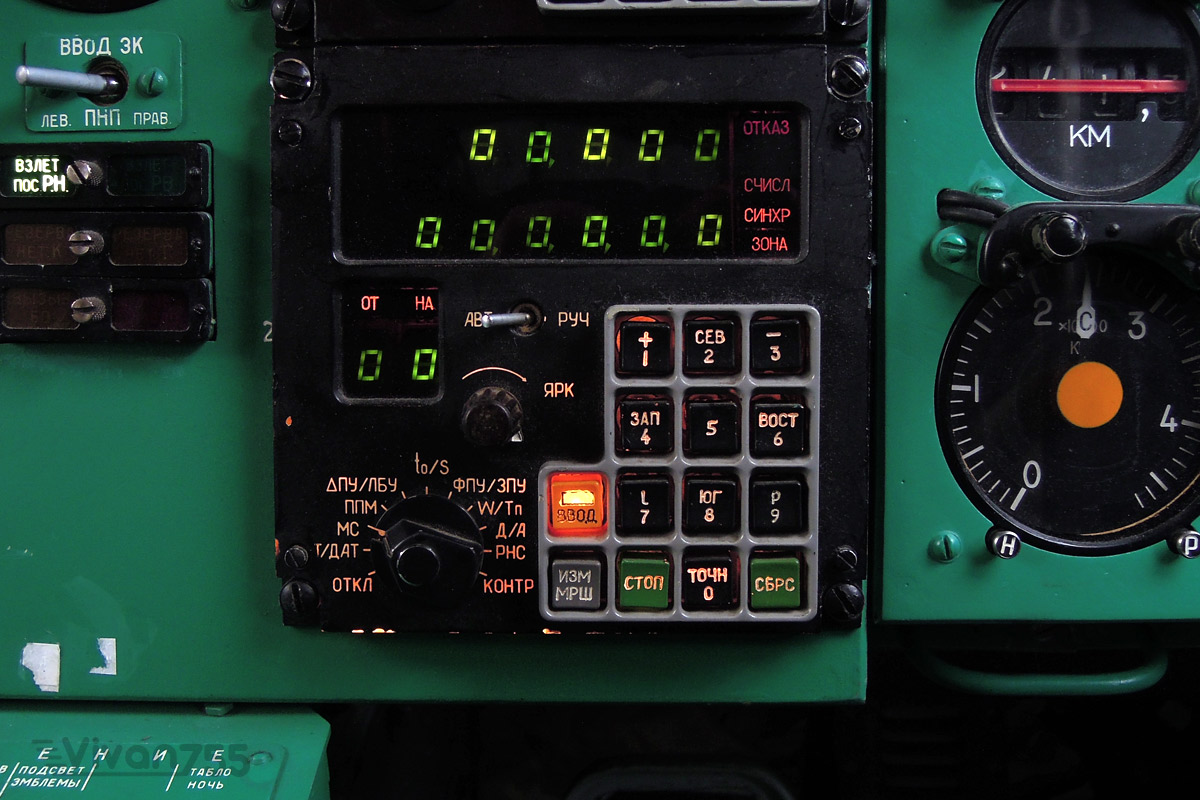
Пульт приёмника А-723 радиосистемы дальней навигации РСДН-20, стоящего на с-те Ту-154Б-2
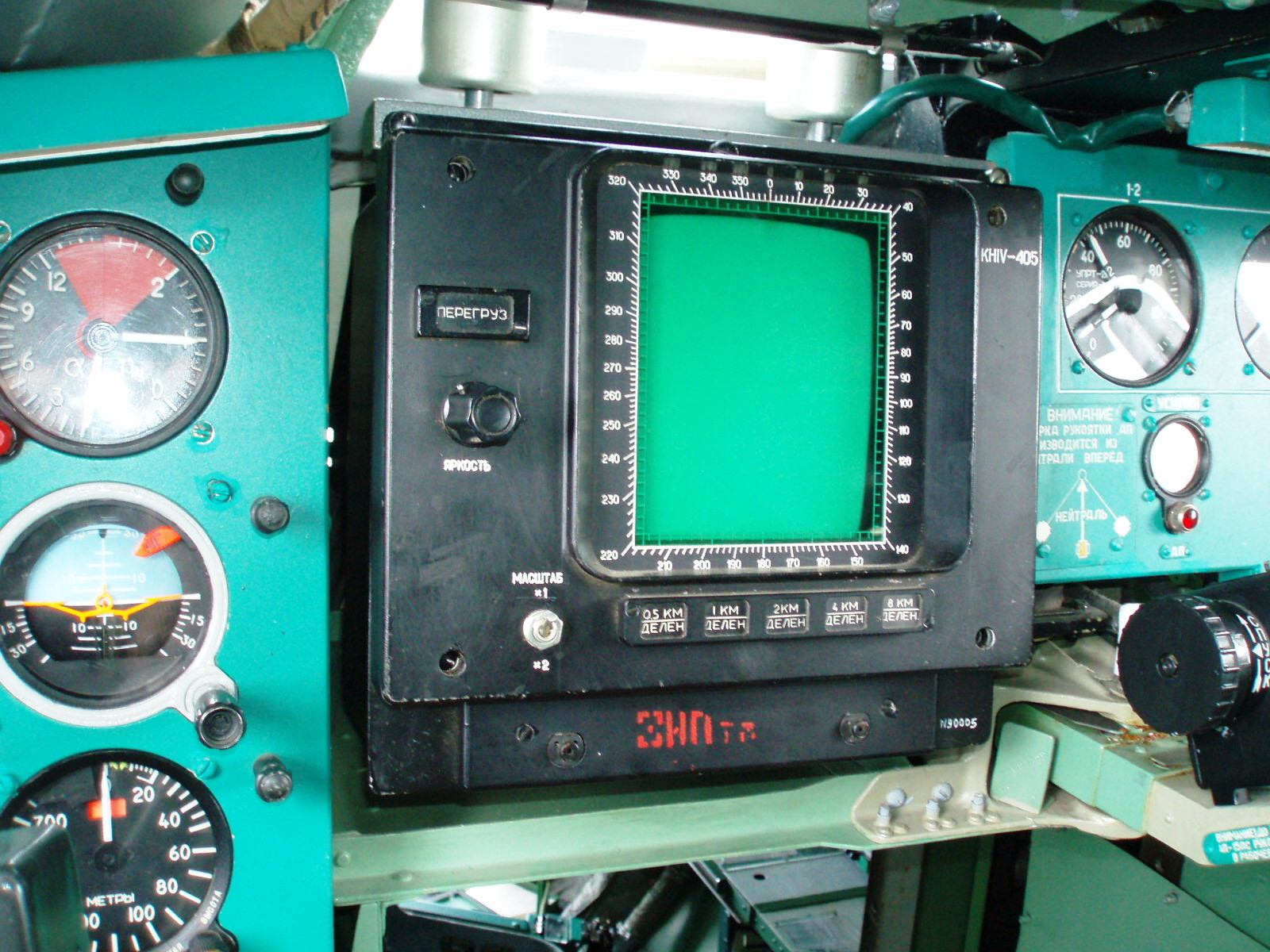
Экран тактической обстановки противолодочного комплекса КН самолёта Ту-142МЗ (на электронно-лучевой трубке)

## Некоторое разработчики и производители систем БРЭО в СССР/РФ
См. Электронная промышленность СССР
- НИИ-33 (Всесоюзный НИИ радиоаппаратуры, сейчас — ФНПЦ ОАО «Ордена ТКЗ ВНИИРА», условные наименования: п/я 188, затем предприятие В-2749). Почтовый адрес предприятия в разные годы: г. Ленинград пр. Майорова, 26 (1948 г.); (199106) 199151 г. Ленинград, ВО, Шкиперский проток, 19 «Колба» (1983-94 г.); 199106 г. СПБ Шкиперский проток, 19 и ул. Наличная 20. Институт был создан в соответствии с ПСМ № 1529-678сс от 10.07.1946 года по приказу № З-4сс от 15.07.1946 года для работ по радионавигационной технике. К 1998 году в институте создано более 150 образцов радиотехнических систем и комплексов. Численность персонала в 2002 году — 2435 чел.

Создано: различные радиосистемы ближней навигации РСБН (РСБН-6С 1971 год); системы инструментальной посадки: СП-50 «Материк», РЛСП-25; РЛК: «Скала» с ВРЛ «Корень-С», ГРЛК-10, ТРЖ-10, «Иртыш», «Сатурн-У» с ВРЛ «Номер-Т»; аэродромный «Амур»; «Дружба» (совместно с Польшей и ЧССР, 1967-77 гг); мобильная посадочная радиомаячная группа ПРМГ (1940-е), станция «Чинара» (1950 год); системы УВД: «Полет» (1960-е), для фронтовой авиации РСП-11 (1970-е), для корабельной авиации МНПА-7 «Привод-СВ» (принятие на вооружение  в 1977 году), для гражданской авиации «Старт» с ВРЛ «Корень» (1970-е), «Старт-2» (1983 год), «Синтез» (1990-е), для Московского центра «Теркас», для Крыма «Трасса», «Стрела», «Спектр», «Сигма», «Сектор», «Радуга», КС ВРЛ; РЛС: РСП-4, управления посадкой самолета с земли «Глобус-1 и -2» (РСП-6) с ВРЛ «Номер» системы «Материк», РСП-10 с аппаратурой «Номер-ТМ»; моноимпульсная ВМРЛ-СВК; системы активного запроса-ответа: 5У72, 5У73, 5У73П; метео радиолокационные станции  МРЛ-1, МРЛ-2, МРЛ-5 (1975 год), Е-914; бортовая аппаратура «Квадрат-Д» для с-та Як-38 и «Привод-СВ-борт» для в-та Ка-27 (1975 год); РТК «Вымпел» для ОК «Буран» (1988 год); система предупреждения сближения самолетов «Акробат-Г» с трассовой МВРЛ «Лист-А»; самолетные ответчики УВД: дальности СО-Д; СО-94Р, СО-96, ОСА-С; тренажеры и моделирующие комплексы: «Синтез-Т», «Марка», «Инструктор»; диспетчерские «Тренер», «Репитер»; системы: РЛ «Волхов-О, -П», «Онега-А», «Ильмень», «Анализ ВС», «Ручеек», «Шлиф НВО», «Прометей»; активного запроса и ответа для ЗУР «400» (1957 год); «Ураган-5»; 5У63, 1РЖ; наземная станция 46И6; БЦВМ «Маневр-В» (1971 год); аппаратура: системы единого времени «Бамбук»; первичной обработки РЛ информации АПОИ-ОВД, «Знак»; управления полетом самолетов: 5У15К, 11Г6 (2000-е); автоматизированной обработки метеоинформации и т.д.
- Центральный научно-исследовательский радиотехнический институт им. академика А. И. Берга, ВНИИ-108 (в разные годы назывался: ВНИИ по радиолокации НКЭП, НИИ-108 МЭП, МПСС, ЦНИИ-108 МВ, МО, ГКРЭ, п/я 2312, Центральный научно-исследовательский радиотехнический институт(ЦНИРТИ) МРП, Р-6045, Государственный ЦНИРТИ ГКООП, ФГУП «ЦНИРТИ им. академика А.И. Берга»). ВНИИ по радиолокации был основан в соответствии с постановлением ГКО № 3686сс от 4.07.1943 года. Работы по СВЧ-радиолокации, научно-исследовательские работы по темам: «Вектор» (первая работа по противорадиолокации), «Забор» (по созданию мощной самолетной станции помех), «Газон» (станция прицельно-заградительных шумовых помех), «Партитура» (по разработке имитационных и шумовых помех РЛС на базе ЛБВ) и мн. др. Создано: станция защиты хвоста самолета ТОН-2 (1940-е годы); станция обнаружения и уничтожения РЛС «Рица» для КСР-11 (1959 год); аппаратура: самолётная аппаратура шумовых помех «Силикат» (1955 год), для мишеней «Лайнер» (1965 год), «Куст» для КА «Зенит» (1960-е гг), аппаратура имитационных ответных помех «Резеда» (1960-е гг); станция предупреждения об облучении «Сирена» (1953 год); станции активных помех: ПР-1 (1946 год), «Завеса» (1950-е гг), «Сирень», «Смальта» (1970-е), «Гардения», «Омуль» и мн. др.
- Калужский научно-исследовательский радиотехнический институт Минрадиопрома СССР (предприятие В-8332, в н. в. ОАО «КНИРТИ»). Разработка и производство систем, комплексов и средств РЭБ (системы РТ разведки и радиоподавления, в т.ч. авиационные и космические); РТ аппаратура (антенно-фидерные устройства, СВЧ-устройства, средства обработки информации, цифровой обработки радиосигналов, вторичные источники питания). В 60-х гг в институте был разработан радиотехнический комплекс системы МКРЦ «Успех».
- НИИ-131 минрадиопрома (НИИ радиоэлектроники МРП, ВНИИ радиоэлектронных систем МРП, предприятие п/я Г-4172, ВНИИ «Марс» МРП, предприятие п/я Р-6808; адрес: г. Ленинград,  а/я 233, «Радуга»). НИИ-131 был сформирован в соответствии с постановлением СМ СССР № 615-278сс от 6.06.1959 года на базе трех самостоятельных ОКБ-283, ОКБ-287 и ОКБ-794, для расширения НИОКР в области радиолокационной техники. НИИ был разбит на узконаправленные структурные подразделения — СКБ. Так, например, СКБ-2 (руководителями СКБ были Ф. Г. Старос и И. В. Берг) занималась проектированием бортовых малогабаритных ЭВМ на базе гибридных интегральных схем. СКБ-7 НИИ занималось проектированием автоматизированных систем контроля самолетного оборудования и наземной авиационной техники. СКБ-5 были разработаны разъемы быстрорасчленяемые электроразрывные для авиации и космоса: 2РМ, РС, РПКМ, РБН-2, РВН, Р-5, -7 для шлемофонов космонавтов;

В НИИ было создано: авиационные РЛС: «Гроза» (всех модификаций); РЛС для с-тов типа Ту-16 (1950-е года); РЛС «ПН», «ПНН», «ПНМ» для Ту-22 и Ту-22М, «Обзор-МР» для Ту-22МР, «Обзор-МС» для Ту-95МС и «Обзор-К» для Ту-160; радиоэлектронный комплекс «Океан» для самолета Т-4; прицельно-обзорная РЛС А822 и радиолокатор А822-10 для с-та Ан-124; бортовые системы наведения самолета и ракеты для авиационно-ракетных  комплексов К-10, К-16, К-26 (ОКР «Рубикон», «Накат», «Кратер», «Взлёт», «Венец»); система слепой посадки самолетов «Нефрит»; РЛС бокового обзора (БО) «Торос», «Игла» (с-т Ил-20); вычислительные системы К-030, Ц-175, Ц-176, 1-Ц-175; прицельно-навигационная система ПНС-24 «Пума» для с-та Су-24; прицельно-навигационная пилотажная система ПНПК-22 «Купол-22» для Ан-22; поисково-прицельные системы ПЛО «Беркут» для с-та Ил-38 с ЦВМ-264, «Беркут-95» для Ту-142; радиовзрыватели для БПЛА и мн. др.
- НИИ-208 (НИИ измерительных приборов министерства радиопромышленности СССР, предприятие п/я Р-6577; адрес: 630091 г. Новосибирск, 91 ул. Горького, 78  «Сапфир»). ОКБ-208 при заводе в Новосибирске было создано в соответствии с ПСМ СССР № 1529-678сс от 10.07.1946 г. для разработки зенитных РЛС.  В дальнейшем в НИИ была разработана аппаратура системы государственного опознавания «Пароль».
- Горьковский радиотелефонный завод им. В.И. Ленина. В разные годы именовался: Нижегородский телефонный завод «Сименс»; радиозавод № 197; п/я 455, Горьковский телевизионный завод им. Ленина; предприятие п/я А-3317; АООТ, ОАО «Нижегородский телевизионный завод им. В.И. Ленина» НИТЕЛ (см. отдельную статью). Завод был  основан 1.08.1915 г. Акционерным обществом Русских электротехнических заводов «Сименса и Гальске» как Нижегородское отделение Общества. Выпускал различную электротехническую продукцию. После реконструкции завода в 1928-32 гг начато крупносерийное производство самолётных переговорных устройств, самолетных и аэродромных радиостанций и радиопеленгаторов. Производство: радиостанции самолетные, аэродромные, войсковые, танковые; переговорные устройства (5-СУ, 15-СК, РАФ, РСБ, РСИ, РАФ, РАФ-КВ, РАФ-КВбис, -КВ-3, -КВ-4, -КВ-5, ПАР, ПАР-3, РАС-УКВ «Чернослив», РСБ-70, РСД-Д, РЗБ-5, РСБ-5; ТАГ, ТТС, К-2, БПУ; самолетные СПУ-бис, СПУ-2, СПУ-3 и мн. др). В 1951 г. производство радиосвязной техники передано на другие предприятия, и завод полностью перешел на выпуск РЛС. С 1960 года начат крупносерийный выпуск телевизоров под торговой маркой «Чайка».
- Челябинский НИИ по измерительной технике (НИИ-249 МОМ или предприятие Г-4421, в н.в ЗАО «НИИИТ-Радиотехнические комплексы»). Почтовый адрес: г. Челябинск, ул. Витебская, 4, «Импульс», «Конус». С 1971 года НИИ занимается темой: разработка автоматизированной РТС ближней навигации, посадки и управления для вертолетов на корабли ВМФ «Привод-В». В 1976 глду начата разработка корабельного автоматизированного РТК управления корабельной авиацией «Резистор-К4». Для корабля пр. 1143.5 «Адмирал Кузнецов» был создан комплекс МНПК-15 «Резистор-К42». Для гражданских аэропортов разработана система посадки СП-95, СП-МВЛ .
- ОКБ-281 (Куйбышевское КБ «Экран», п/я 625, А-3570, НИИ «Экран»). Конструкторское бюро при заводе № 281 в г. Куйбышеве было образовано в соответствии с постановлением Совета министров СССР № 3516-1465сс от 15.08.1949 года и по приказу МАП № 715сс/ов от 10.09.1949 года, для разработки самолётных радиотехнических средств спецназначения. По приказу Минрадиопрома от 24.03.1966 года ОКБ-281 переименовано в ККБ «Экран» (предприятие «п/я А-3570»), в ведении 10-го ГУ МРП. Работы по созданию самолётной РЛС поиска подводных целей и бомбометания «Курс-М» (1955 год) для Ил-28 и Ту-91. Разработка потенциометров, импульсных трансформаторов, цеховой измерительной аппаратуры и стендов для производства РЛС. Создано: самолетные станции автоматической радиотехнической разведки СРС-6, -7, -9, -13 для самолёта МиГ-25РБ; станции активных помех СПС-130, -132, -133, -140, -142, -150, -151, -152, -153, -160, -161, -162, -163, -170, -171, -172, -172М, -173, -173М и др. изделия специального назначения. Из гражданской продукции в КБ проектировали телевизоры, поступавшие в розничную торговую сеть под маркой «Каскад».
- ОКБ-294 (Казанский научно-исследовательский электрофизический институт Минрадиопрома, предприятие п\я А-7133, Казанский НИИ радиоэлектроники МРП, ГКООП, ФГУП «Ордена ТКЗ КНИИРЭ»). Адрес: 420062 г. Казань ул. Компрессорная, 3 п/я 416«Искра»; 420029 г. Казань ул. Журналистов, 50/3 «Бриг». ОКБ-294 при заводе создано в соответствии с ПСМ № 3516-1465сс от 15.08.1949 года. Направление деятельности: разработка РЛ систем активного запроса и ответа. Созданы системы госопознавания: «Барий», «Магний» (1952 год), «Кремний-2, -2М» (1962 год), «Пароль» (принятие на вооружение в 1977 году), изд. «40», «Страж» (2000-е гг), самолетные и корабельные запросчики («Стыковка») и ответчики для нее; криптографическая аппаратура и др.
- Киевский НИИ радиоэлектроники (п/я 24, НИИ, НПО «Квант» МСП, Государственный НИИ «Квант»). Создан в 1949 для разработки самолётных РЛС, занимался разработкой РЛ средств обнаружения для малых кораблей и катеров, с 1960-х гг начались работы по созданию РЛС обнаружения и целеуказания воздушных целей. Создано:  система целеуказания МРСЦ-1 «Успех» комплексов П-6, П-35 для с-та Ту-95РЦ; оптикоэлектронные системы для в-тов Ка-25Ц, Ка-27; РТС для экранопланов «Экран» и мн. др.
- Ленинградский государственный завод «Новатор» (также именовался как: Завод № 283 НКАП, п/я 433, Ленинградское производственно-техническое объединение «Новатор» МРП, предприятие А-7162, Радиотехнический завод № 1 ЦНПО «Ленинец» МРП, предприятие В-8429, ОАО «Новатор», ОАО «Технопарк», ОАО «Ленинец-Холдинг»). Почтовый адрес предприятия: г. Ленинград, С-29 Обводный канал, 14, «Полюс».

Завод № 283 создавался в соответствии с постановлением ГКО № 6639сс от 1.10.1944 года и по приказу № 605сс от 13.10.1944 года, веден в эксплуатацию в мае 1945 года. Основная продукция завода — телевизионные приемники Т-2, бомбоприцелы и бортовые радиолокационные станции. В 1946 году началось освоение выпуска РПБ «Кобальт» (копия американской станции APQ-13) для Ту-4, для освоения производства станции при заводе было организовано конструкторское бюро (ОКБ-283).
В начале 1970-х гг началась производственная интеграция предприятий с целью наиболее эффективного использования мощностей. По приказу МРП № 602 от 29.10.1971 года  было создано ЛПТО «Новатор» в составе двух заводов: «Новатор» (производство № 1) и «Радиоприбор» (производство № 2) с общим ЦКБ ЛПТО. По приказу МРП № 756 от 28.12.1973 года в состав ЛПТО был включен завод «Ленинец» как производство № 3, а ЛПТО «Новатор» с 1.02.1974 года переименовано в ЛПТО «Ленинец» 9ГУ, «п/я А-7162». По приказу МРП № 146 от 1.01.1974 года в состав ЛПТО включен строящийся Петрозаводский радиозавод. Тем же приказом механическое и заготовительное производство «Новатора» было переименовано в производство № 4, а ОКБ завода «Ленинец» вошло в состав ЦКБ ЛПТО.
В целях соединения научного и производственного потенциалов в единую структуру в соответствии с ПСМ СССР № 139 от 2.03.1976 года и приказом МРП № 264 от 15.05.1974 года было создано НПО «Ленинец», в которое вошли: НПО «Марс» с ВНИИРЭС (головная структурная единица), производства № 1 (завод «Новатор»), 2, 3 и 4 ЛПТО «Ленинец», ПРЗ и опытный завод в Гатчине. По приказу МРП № 578 от 22.09.1985 года на базе НПО «Ленинец» образовано Центральное НПО «Ленинец». Завод стал РТЗ-1 в составе ЦНПО, в 1988 году вновь был переименован в завод «Новатор» в составе НПО. По приказу МРП № 686(680) от 20.07.1990 года на базе ЦНПО «Ленинец» образован НПВЭК «Ленинец».
По решению администрации СПБ № 163225 от 21.09.1999 года ОАО «Завод «Новатор» было переименовано в ОАО «Технопарк» в составе ОАО «Ленинец-Холдинг». В холдинг входило 38 дочерних предприятий и филиалов.
На предприятии создано: бортовые радиолокационные станции «Пантера», «Пума», «Купол», «Купол-2», «Купол-3 и -3М», А-813;  пилотажно-навигационная система ПНС-24М «Тигр» для с-та Су-24; обзорно-прицельная система «Обзор-МС» для Ту-95МС, «Обзор-К» для Ту-160, «Обзор-МР» для Ту-22МР; поисково-прицельная система «Коршун» для Ту-142М, «Коршун-М» с гидроакустической системой «Кайра» для с-та Ту-142МК, «Коршун-МЗ» с более совершенной ГАС «Заречье» для Ту-142М3; поисково-прицельная система  «Сова» для с-та А-40,  ППС «Филин» для с-та А-42; ППС «Новелла» для Ил-38Н, экспортный вариант «Новеллы» — «Морской Змей» (Sea Dragon); пилотажно-навигационный прицельный комплекс «Купол» для Ил-76, ПНПК-124 для Ан-124; ПНК «Купол-2А-76М» для Ил-76, А-820М для Ан-124; малогабаритная ГАС «Изумруд» для Ил-38; системы наведения для ракет Х-31, Х-35 (У-505); бортовая система автоматизированного контроля для Ил-76 и Ан-124.
Производство. Радиолокационные прицелы: РПБ «Кобальт» (1948 год), РПБ-4 «Рубидий, «Стронций» и др. для с-та Ту-16; РЛС «Обзор-МР, -МС, -К» для Ту-22МР, Ту-95МС и Ту-160; системы наведения ракет: К-2 для «Комета» (1952 год и далее), «Рубикон» для КС-1, «Взлет» для КСР-2, -5, -11 (1964 год), «Венец» для К-10С и КСР-5 (1966 год), для Х-23 (прицел ПКИ и аппаратура «Дельта»); ПНПК-22 «Купол-22» для Ан-22.
АО «Котлин-Новатор» — дочернее предприятие холдинга «Ленинец» создано в декабре 1998 года. Направления работ: разработка, производство, гарантийное обслуживание и модернизация пилотажно-навигационных комплексов для транспортных, военно-транспортных самолетов, самолетов спецназначения. В 2018 году велись работы: испытания ПрНПК-112 для Ил-112В; разработка информационно-управляющей системы для тяжелого БПЛА «Альтиус-РУ»; работы по проекту самолета ДРЛО А-100; модернизация ПНПК для заправщика Ил-78М-90А; проект ПрНПК-124 для Ан-124-100М. 
ООО «Контур-НИРС — дочернее предприятие ЗАО «Котлин-Новатор», входит в состав ХК «Ленинец». Производство: метео-РЛС «Контур-10Ц» и ее модификации.
- Ленинградский государственный завод «Ленинец» (Завод № 287, Завод «Ленинец» МРП, п/я 6138, Производство № 3 НПО «Ленинец», предприятие Р-6138, ОАО «Механический завод «Ленинец», ОАО «НТЦ «Завод «Ленинец», АО «Заслон»). Завод № 287 был организован  Ленинграде в мае 1944 года на площадке эвакуированных заводов № 387, № 47 и «Лентекстильмаш», для  работ по авиационным радиоприборам и РЛС. Основная продукция завода — радиовысотомеры.

В 1967 году переименован в Ленинградский государственный завод «Ленинец», «п/я 6138». По приказу МРП № 756 от 28.12.1973 года завод «Ленинец» вошел в состав ЛПТО как производство № 3, а ЛПТО «Новатор» переименовано в ЛПТО «Ленинец». Имел наименование «п/я Р-6138».
3.09.1993 года ГП «Завод «Ленинец» преобразовано в АООТ, в 1996 году – в ОАО «Механический завод «Ленинец», входил в состав ХК «Ленинец». 26.11.2002 года ОАО признано банкротом. В 2004 году работа завода восстановлена. В 2011 году на базе ОАО «Завод «Ленинец» создано ОАО «НТЦ «Завод «Ленинец». 14.10.2014 года переименовано в АО «Заслон». В соответствии с пост. Правительства РФ № 96 от 20.02.2004 года по приказу Минпромторга № 1828 от 3.07.2015 года ОАО включено в реестр организаций ОПК.
Производство: высотомеры: ВМВ-1 (1945 год), РВ-2 (1950-е гг), РВ-10, РВ-17; РЛС: «Торий-А» (опытная партия, 1950 г), «Коршун» (опытная партия, 1952 г), «Курс», «Изумруд» РП-1 (1952 г), «Алмаз» (1955 г), РП-5, ЦД-30; РТ система предупреждения столкновения А-326 «Роговица» для Ту-95К (1980-е гг); измерительная аппаратура «Радий» (1950-е гг); радиодальномерные системы точного бомбометания: «Рым-С» (1950-е), ДБС-2С «Лотос». Также предприятием выпускались антенные устройства для всех изделий ЦНПО «Ленинец».
- Завод № 483 (Киевский завод «Коммунист» Минрадиопрома, предприятие М-5546, Киевское ПО «Коммунист» МРП, Государственное ПО «Радар», ОАО «Киевский завод «Радар»). В 1948 году при заводе было организовано опытное КБ (ОКБ-483).

Направление деятельности предприятия: разработка радиолокационных прицелов и систем управления авиационно-ракетными комплексами. Спроектированы бортовые РЛС для авиации: РБП-3, «Инициатива» (все модели), «Самшит». Производство: ответчики СОД-57М; РВ-2; «Натрий», ПСБН-М; РЛГС: ПАРГ-13ВВ для К-13Р, ТГС-59 для К-55; прицельно-вычислительное устройство «Ландыш» для вертолёта Ми-14; станция РЛ разведки и постановки помех ПР-1 (1954 год); прицельно-навигационные системы ПНС-24 «Пума» для Су-24, ПНС-24М для Су-24М, ПНС-24ПМ для Су-24МП (1970-е гг), ПНС-24МР для Су-24МР. Бытовая аппаратура — магнитофоны под торговой маркой «Юпитер».
и пр.